# Кроти (Лубенський район)
Кро́ти — село в Україні, у Пирятинській міській громаді Лубенського району Полтавської області. Населення становить 340 осіб. Колишній орган місцевого самоврядування — Давидівська сільська рада.

## Географія

Село Кроти на карті 1857 року

Село Кроти знаходиться на правому березі річки Удай, вище за течією на відстані 1 км розташоване село Мокляки (Прилуцький район), нижче за течією на відстані 1 км розташоване село Гурбинці, на протилежному березі - село Антонівка (Прилуцький район). Річка в цьому місці звивиста, утворює лимани, стариці та заболочені озера. Поруч проходить автомобільна дорога Т 2501.

## Історія
Село Кроти розташоване на правому березі річки Удай, котра являється правою притокою Сули (басейн Дніпра). Точний час заснування села невідомий, приблизно перша половина – середина ХVІІ століття. В період козацького полково-сотенного адміністративного устрою село Кроти в різний час відносилось до різних сотень і полків.
Починаючи з 1649 року, на момент укладення Зборівського договору, Кроти відносились до Яблунівської сотні, Кропивнянського полку. Після ліквідації Кропивнянського полку (в 1658 році), вся сотня перейшла під управління Лубенського полку, проте в 1672 році, гетьман Іван Самойлович ліквідував Яблунівську сотню, село Кроти перейшло під управління Пирятинської сотні, Лубенського полку. Яблунівська сотня, в складі Лубенського полку, була відновлена в 1738 році і Кроти перебували в її складі аж до ліквідації полково-сотенного устрою [1].
Перша датована інформація про село Кроти в «Малоросійській переписній книзі», укладеній 1666 року, за гетьманування на Лівобережжі Івана Брюховецького: «село Круты, а в немъ мещане пашуъ на 2 волахъ. Во дворѣ: Алешко Василъевъ, Ивашко Коренко, Серешка Литвинъ, Назаръ Ивановъ, Ивашко Малышъ, Антошка Прихожеі, Масюшка Коленко, Стенка Шарченковъ». [2]
В Генеральному слідстві про маєтності Лубенського полку, вказано, що на початку ХVІІІ століття село Кроти були передані під управління Івана Марковича: «…въ Глухове ж іюня 15 дня, 1717-го годовъ, написано, что онъ подданной нашъ гетманъ (речь идёт об Иване Скоропадском), выдя удобность и способного до услуъ войсковыхъ ево, Івана Маркова, сотника прилуцкого полкового … въторимъ село Къроти с приселкомъ къ нему принадлежащимъ со всѣми угодіями, позволяя до воли ево подданного нашего гетмана и войсковой онимъ владѣть, и с людей посполиттих послушаніе отбирать, и всякіе с нихъ належащіе къ своей привлакати користи; і войтъ того села Кротовъ с посполитими тамошнимы и принадлежащаго приселка людмы долженъ во всемъ ему сотнику повиноватися и послушнимъ быть». [3]
Після ліквідації полково-сотенного устрою, територія Яблунівської сотні ввійшла до складу Київського намісництва, а пізніше, з 1802 року – Пирятинського повіту, Полтавської губернії. В 1871 році в Кротах, Київського намісництва було 98 дворів, із них 52 належало виборним козакам, 17 – козачим підпомічникам, 29 – посполитим та козачим підсусідкам. Також в «Описі Київського намісництва» вказано, що с. Кроти, Пирятинського повіту, а в ньому 276 душ – «разного званія казенные люди, козаки и владелца – генералъ-маіора и кавалера Максимовича». [4]
Після створення Полтавської губернії, Кроти ввійшли до Сасинівської волості, Пирятинського повіту. 
На початку ХІХ століття частина селян, переважно із колишніх козаків, переселилася в Землі Чорноморського Війська, для розуміння цього процесу, можна навести зміни в кількості прихожан місцевої церкви, на початку ХІХ століття, за матеріалами сповідних розписів:
·       1805 рік – 1242 жителя (623 чоловіків та 619 жінок);
·       1810 рік – 1186 жителів (585+601);
·       1812 рік – 1140 жителів (555+585);
·       1815 рік – 1116 жителів (551+565);
·       1822 рік – 946 жителів (476+470). [5]
В ці роки із українських губерній відбувалось масове переселення колишніх козаків, переселення відбувалося в три етапи, перший з яких припадав на 1809-1811 рр., переселення відбувалось за рахунок воєнної казни, переселенцям давались землі, свобода господарської діяльності, тимчасові пільги тощо. Серед основних правил переселення, слід відзначити, добровільність, тільки козаки, перевага надавалась родинам, які страждали на малоземелля та безземелля [6].
В довіднику «Список населених пунктів Полтавської губернії» за 1859 рік, вказано, що Кроти – власницьке та козаче село на річці Удай, всього 61 двір, населення 597 осіб (293 чоловіків та 304 жінок), в селі православна церква [7]. Варваринська церква в селі існувала мінімум з 1765 року.
На початку ХХ століття в Кротах, Сасинівської волості проживало близько 700 осіб, діяла земська школа [8, 9].
В радянський період адміністративно-територіальна приналежність села кілька разів змінювалась (Прилуцька округа, Лубенська округа), але після створення Полтавської області, Кроти ввійшли до складу Пирятинського району, Полтавської області [10]. В 1920-1930-і роки для села були характерні загальні процеси, притаманні для того часу, невелике село значно постраждало в роки Голодомору 1932-1933 років, в мартирологу Полтавської області вказано, що в селі загинуло щонайменше 48 осіб [11].
12 червня 2020 року, відповідно до розпорядження Кабінету Міністрів України № 721-р «Про визначення адміністративних центрів та затвердження територій територіальних громад Полтавської області», село увійшло до складу Пирятинської міської громади.
19 липня 2020 року, в результаті адміністративно - територіальної реформи та ліквідації Питятинського району, село увійшло до складу новоутвореного Лубенського району.

## Населення
Згідно з переписом УРСР 1989 року чисельність наявного населення села становила 407 осіб, з яких 235 чоловіків та 172 жінки.
За переписом населення України 2001 року в селі мешкали 332 особи.

### Мова
Розподіл населення за рідною мовою за даними перепису 2001 року:
| Мова       | Відсоток |
| ---------- | -------- |
| українська | 97,65 %  |
| російська  | 1,76 %   |
| білоруська | 0,29 %   |
| молдовська | 0,29 %   |

## Економіка
- Кротівський психоневрологічний будинок-інтернат.

## Об'єкти соціальної сфери
- Школа.

## Особистості
В селі народився Бабук Володимир Борисович — український вчений у галузі механізації сільського господарства.